# Super Bowl LI
O Super Bowl LI foi a 51ª edição do Super Bowl da National Football League, a partida ocorreu entre o entre o New England Patriots, campeão da Conferência Americana (AFC) e o Atlanta Falcons, campeão da Conferência Nacional (NFC), e aconteceu no dia 5 de fevereiro de 2017, no NRG Stadium, em Houston, Texas, a casa do Houston Texans. Os Patriots venceram o jogo, por 34 a 28, e conquistaram o quinto título da história da franquia. Foi o terceiro Super Bowl em Houston, que já sediou o Super Bowl VIII (em 1974) e o Super Bowl XXXVIII (em 2004). Neste jogo ocorreu a maior virada na história do Super Bowl, com os Patriots superando um déficit de 28 a 3 se emergindo vitoriosos. Este também foi o primeiro Super Bowl a ser decidido em uma prorrogação.
Esta foi a quinta vitória dos Patriots em um Super Bowl na história da franquia, empatando a marca do Dallas Cowboys e do San Francisco 49ers como o segundo time com mais vitórias de Super Bowl. Após terminar a temporada com a melhor campanha da liga com quatorze vitórias e duas derrotas, New England avançou para o seu nono Super Bowl (mais do que qualquer outro time), sendo o sétimo sob a liderança do treinador Bill Belichick e do quarterback Tom Brady. Os Falcons, que lideraram a liga com o melhor ataque do ano e eram liderados pelo quarterback e MVP Matt Ryan, terminaram a temporada com onze vitórias e cinco derrotas e estavam buscando seu primeiro título de Super Bowl na sua segunda aparição na final.
Atlanta marcou três touchdowns consecutivos para assumir uma vantagem de 21 a 3 no intervalo da partida, que foi aumentada para 28 a 3 na metade do terceiro quarto. Contudo, os Patriots marcaram vinte e cinco pontos seguidos para empatar o jogo nos segundos finais da partida. Na prorrogação, New England venceu o cara-ou-coroa e escolheram receber a bola e então marcaram o touchdown decisivo e venceram a partida. Mais de trinta recordes individuais e de times foram quebrados ou igualados neste Super Bowl, incluindo o running back dos Patriots James White com 14 recepções e 20 pontos marcados e os 43 passes completados, 62 passes tentados e 466 jardas lançadas por Brady, que rendeu a ele o prêmio de MVP do Super Bowl pela quarta vez na carreira (outro recorde) e foi o jogador mais velho a receber a homenagem aos 39; ele superaria os dois recordes novamente no Super Bowl LV.
A transmissão da Fox foi vista por uma média de 111,3 milhões de pessoas nos Estados Unidos, enquanto o número total de espectadores para todo ou parte do jogo atingiu um número recorde de 172 milhões em território americano. A média de audiência do show do intervalo, liderado pela Lady Gaga, foi superior a 117,5 milhões de pessoas. Este jogo é considerado por vários meios de comunicação como o maior Super Bowl de todos os tempos. O site NFL.com coloca esta partida na posição número #9 na sua lista dos "100 Melhores Jogos" da história, sendo o quarto na lista dos Super Bowls.

## Resumo das pontuações
| 2.º Quarto |       |
| ATL – touchdown de corrida de 5 jardas de Devonta Freeman (ponto extra bem sucedido, por Matt Bryant), 1:53                        | 0–7   |
| ATL - touchdown de recepção de 19 jardas por Austin Hooper no passe de Matt Ryan (ponto extra bem sucedido, por Matt Bryant), 8:48 | 0–14  |
| ATL - touchdown de retorno de interceptação por Robert Alford (ponto extra bem sucedido, por Matt Bryant), 2:21                    | 0–21  |
| NE - field goal de 41 jardas de Stephen Gostkowski, 0:02                                                                           | 3–21  |
| 3.º Quarto |       |
| ATL - touchdown de recepção de 6 jardas por Tevin Coleman no passe de Matt Ryan (ponto extra bem sucedido, por Matt Bryant), 8:31  | 3–28  |
| NE - touchdown de recepção de 5 jardas por James White no passe de Tom Brady (ponto extra mal sucedido), 2:06                      | 9–28  |
| 4.º Quarto |       |
| NE - field goal de 33 jardas de Stephen Gostkowski, 9:44                                                                           | 12–28 |
| NE – touchdown de recepção de 6 jardas por Danny Amendola no passe de Tom Brady (conversão de dois pontos bem sucedida), 5:56      | 20–28 |
| NE – touchdown de corrida de 1 jardas por James White (conversão de dois pontos bem sucedida), 0:57                                | 28–28 |
| Prorrogação (OT) |       |
| NE - touchdown de corrida de 2 jardas por James White, 11:02                                                                       | 34–28 |
| Final: New England Patriots 34 x 28 Atlanta Falcons                                                                                |       |